# Калеб Афендополо
Калеб Афендополо (народився в Адріанополі до 1430 року; деякий час жив у Белграді і помер близько 1499 року в Константинополі) — єврейськи1 полігістор. Він був братом Самуїла га-Раматі, Чакама з караїмських конгрегацій у Константинополі та Юди Балі, шурина та учня Ілії бен Моше.
За повідомленням, знайденим у паризькому рукописі, він підтримував себе, даючи приватні вказівки; але це ставить під сумнів Штайншнайдер. Вихованець Мордехая Комтіно в Адріанополі, Афендополо досягнув великих знань у науці, і, не маючи глибини та оригінальності думок, відзначився плідною літературною продукцією, заснованою на його великій бібліотеці, що включала рідкісні рукописи, частково куплені, частково скопійовані ним самим. Він продовжив Аддерет Еліаху (Мантію Ілії), роботу з караїмського закону, залишену незавершеним за його дорученням учителем Башиаці в 1490 році.
Дружина Башьяці, яка була сестрою Афендополо, померши перед своїм чоловіком, Афендополо більше не називав Башаці своїм швагром, а називав його вчителем. Афендополо помер до завершення трактату Башаці.

## Праці
Власні роботи Афендополо дають чітке уявлення про ерудицію караїмів. Фрагменти лише багатьох із них були виявлені Хаїмом Гурландом у його праці "Гінце Ізраїль" (Лік, 1865), і менш точно Авраамом Фірковичем. Його праці:
- Вступний індекс Аарон бен Ілія «Ез га-Хаїм (1497), даючи зміст кожного розділу під назвою" Дерек Ез га-Хаїм", опублікованій Деличем в своєму виданні (1840 г.) цієї роботи.
- Аналогічний вступна індекс Іуди Гадассі Ешкола під назвою Нахаль Ешколь (Козлов, 1836).
- Ган га-Мелек (Сад Короля), його основна праця, закінчена в 1495 р., Диван або збірка поетичних нарисів про кохання, медицину та активний інтелект.
- 'Асара Мамарот (Десять бесід), що містить проповіді на уроці Песаха (Впр. Xii.14); про Пісню пісень, прочитану на сьомий день Песаха; у псалмі cxix, читайте, згідно з караїмським звичаєм, у сім субот між Песахом та П'ятидесятницею; і на уроці П'ятидесятниці, присвяченому синайському одкровення. Вступний розділ, більшу частину якого відтворений Мордехаєм бен Ніссімом у своєму Доді Мордехай, зупиняється на походженні караїмської течії та основних питаннях, що виникають між караїмами та рабинітами[1]. Подання Афендополо на Ісуса вражає своїм неупередженим тоном. Він розміщує Ісуса, правда, за століття до нашої ери, але додає: "Він був, на думку любителів істини, мудрою людиною, благочестивим, праведним, богобоязливим і цурався зла. Також він ніколи не викладав жодного закону чи практики, що суперечать писаному закону. Лише після його смерті між його послідовниками та тими, хто виступив проти нього, виникла сварка через його мудрість, яка коренилася в законі, а не в їхніх рабинських доповненнях; і багато з цих Його учнів, посланих від Його імені, запровадили чужі для нього практики та вчення, усуваючи тим самим наріжний камінь Закону, хоч і завойовуючи народ. Таким чином виник Новий Завіт, який відокремив християн від євреїв".
- Абнер бен Нер (1488), серія єврейських макам, або короткі, римовані розповіді, про Саула, Давида та царицю Савську в діалогах.
- Під тим самим заголовком алегорія про Пісню Пісень, що стосується і ставлення Бога до Ізраїлю.
- Іггерет ха-Шехіна (1497), праця про обряди, що застосовуються при забої тварин, у вигляді листів, адресованих його зятя Якова бен Юде; той самий у стислій формі, написаний у Крамарії біля Константинополя (1497).
- Seder 'Inyan Sheḥiṭah, подібна робота в римі, збережена в рукописі (MS Firkovitch. № 569).
- Про використання арака (у якому уривок Втор. Xxxii.38 застосовано до мусульман, а також натякається на християнську жертву; див. Steinschneider, Leyden Catalog, с. 233; Polemische Literatur, с. 374).
- Іггерет ха-Кімах ("Лист про Плеяди"), що стосується заборонених шлюбів, і спрямований проти роботи Джошуа з цього питання.
- Патшеген Кетаб ха-Дат (1496), про уроки П’ятикнижжя та про Хафшарот та інші біблійні підбірки.
- Реплика Маймоніду на захист караїмського розрахунку семи тижнів (Steinschneider, Hebr. Бібл. vii.11).
- Захист Ган Едема Аарона бен Іллі проти Мойсея бен Якова ха-Ашкеназі (Штайншнайдер, Гебр. Бібл. xx.122).
- Коментар до єврейського перекладу арифметики Нікомаха з Гераси (перше або друге століття), зроблений з арабської Калонім бен Калонім у 1317 році. Рукопис знаходиться в Берлінській королівській бібліотеці (Steinschneider, в Monatsschrift, xxxviii.76). Афендополо додав до цього коментаря своєрідну загальну енциклопедію наук. Він починає з аналізу восьми книг " Логіки " Арістотеля. Практична наука, як він її називає, має справу з самою людиною, з будинком (сім’єю) та державою. Спекулятивна наука включає фізику, геометрію та метафізику. Таким же чином він проходить через інші науки, даючи різні їх підрозділи. Найвищою наукою є теологія, яка трактує душу, пророцтво та есхатологію. Курс навчання, який викладає Афендополо, відповідає плану Платона; а саме логіка, арифметика, геометрія, астрономія, музика, наука про аспекти, метрологія, фізика та метафізика. Після обговорення майбутнього блаженства він займається двома іншими науками - правом, особливо стосовно ставлення віри до діл та суперечками (Ḥokmat ha-Debarim). В останньому він цитує вільно від Баталюсі, не надаючи, однак, своїх повноважень (Steinschneider, в Monatsschrift, xl.90 і далі.).
- Астрономічний трактат, здебільшого складений із коментаря до частини Іллі Ган Еден (Нойбауер, Каталог, № 2054), під назвою Міклал Йофі.
- Іггерет ха-Маспешет, робота з астрономічної термінології та побудови сонячних годинників, вдосконалюючи метод свого вчителя Комтіно, додаючи непарні години (Gurland , Ginze Yisrael, iii.18, 19).
- Тіун Келі Роб ха-Шаот (1487), який був відомий також Джозефу дель Медіго.

Афендополо також написав деякі покаянні гімни, які можна знайти в караїмському Маґзорі (Нойбауер, Каталог, № 2369, 3; Zunz, GV, с. 425; idem, 2-е вид., с. 440); але більшість цих гімнів були взяті у поетів-рабинітів (див. Давид Кахана в Oẓar ha-Sifrut, т. v, Краків, 1896). Афендополо мав намір перевести Елементи Евкліда і коментарі записи на Джабір ібн Афлах «Кітаб аль-Гиях (Компендіумний з астрономії) і на Птолемея Альмагест.

## Зовнішні посилання
- Джерело [Архівовано 29 червня 2011 у Wayback Machine.]